# شوکت عبدالسلاموف
شوکت عبدالسلاموف (زاده ۲۸ آوریل ۱۹۳۶، تاشکند) بازیگر، کارگردان و فیلمنامه‌نویس اهل کشور اتحاد جماهیر شوروی و ازبکستان است. از فیلم‌هایی که وی در آنها بازی کرده‌است می‌توان به مجموعه تلویزیونی جاده‌های آتشین اشاره نمود.